# Ettrick (Écosse)
Pour les articles homonymes, voir Ettrick.
Ettrick est une petite région du Selkirkshire, dans la frontière écossaise. La rivière Ettrick la traverse, ainsi que le village d'Ettrickbridge et la ville historique de Selkirk. La forêt d'Ettrick, qui était une grande forêt royale, n'existe plus, même si son nom demeure.
La région est très rurale et la population essentiellement agricole. Elle donne son nom à la région de lieutenance Roxburgh, Ettrick and Lauderdale.
Le poète James Hogg est appelé le "berger d'Ettrick".